# راب اسمیث
راب اسمیث (انگلیسی: Rob Smith؛ زادهٔ ۲۹ سپتامبر ۱۹۸۲) خواننده، دی‌جی و ترانه‌پرداز اهل دوبلین است.
راب اسمیث از طرفداران باشگاه فوتبال بوکا جونیورز است.